# L'idea di Medioevo. Fra storia e senso comune
L'idea di Medioevo. Fra storia e senso comune è un libro di Giuseppe Sergi nato come saggio introduttivo del Manuale (Donzelli) di Storia medievale nel 1998 e pubblicato singolarmente (con alcune revisioni e una nuova introduzione) nel 2005.

## Argomento e obiettivo del saggio
Il libro, tradotto anche in francese e in spagnolo, tratta, come si può intuire dal titolo, la differenza tra l'idea di Medioevo presente nell'immaginario collettivo e la realtà storica dei dieci secoli medievali. L'autore infatti sottolinea fortemente che il concetto di Medioevo a noi giunto è in gran parte errato. Questo a causa di una deformazione prospettica attuata dagli storici del XV e XVI secolo, i quali hanno esteso la realtà storica appartenuta ai vicini secoli XII e XIII, periodo di crisi generale, all'intero periodo medievale. Questa teoria proporrebbe infatti un improbabile periodo, durato oltre mille anni, di pausa del progresso (se non di regresso) e di assenza di alcuna novità politica o sociale. Periodo che nel complesso comprenderebbe tutto quel che la Rivoluzione francese ha abbattuto. Il saggio invece si propone proprio di distruggere il luogo comune che circonda il Medioevo, che finora è stato considerato un periodo da cui si può trarre l'origine di tutti gli elementi negativi appartenuti al passato (anche a quello relativamente recente).

## Edizioni
- Giuseppe Sergi, L'idea di Medioevo. Fra storia e senso comune, collana Virgolette, Donzelli, 1998,  pp. 106, cap. 11, ISBN 88-7989-936-8.